# لئونید اکیلین
لئونید اکیلین (اوکراینی: Леонід Ігорович Акулінін؛ زادهٔ ۷ مارس ۱۹۹۳) بازیکن فوتبال اهل اوکراین است.
از باشگاه‌هایی که در آن بازی کرده‌است می‌توان به باشگاه فوتبال اوورلا اوژهورود، باشگاه فوتبال شاختار دونتسک، و باشگاه فوتبال بوهمیانس ۱۹۰۵ اشاره کرد.
وی همچنین در تیم‌های ملی فوتبال Ukraine national under-16 football team و زیر ۲۱ سال اوکراین بازی کرده‌است.